# Berkeley (Illinois)
Berkeley es una villa ubicada en el condado de Cook en el estado estadounidense de Illinois. En el Censo de 2010 tenía una población de 5209 habitantes y una densidad poblacional de 1.436,58 personas por km².

## Geografía
Berkeley se encuentra ubicada en las coordenadas 41°53′21″N 87°54′41″O / 41.88917, -87.91139. Según la Oficina del Censo de los Estados Unidos, Berkeley tiene una superficie total de 3.63 km², de la cual 3.63 km² corresponden a tierra firme y (0%) 0 km² es agua.

## Demografía
Según el censo de 2010, había 5209 personas residiendo en Berkeley. La densidad de población era de 1.436,58 hab./km². De los 5209 habitantes, Berkeley estaba compuesto por el 47.67% blancos, el 31.29% eran afroamericanos, el 0.63% eran amerindios, el 3.9% eran asiáticos, el 0.02% eran isleños del Pacífico, el 13.46% eran de otras razas y el 3.03% pertenecían a dos o más razas. Del total de la población el 30.68% eran hispanos o latinos de cualquier raza.

## Educación
El Distrito Escolar 87 de Berkeley y el Distrito Escolar 93 de Hillside gestionan escuelas primarias y secundarias públicas que sirven a la villa.
El Distrito 209 de Escuelas Secundarias del Municipio de Proviso gestiona la Proviso West High School, que sirve a la villa.